# Zachariáš Zarevutius
Zachariáš Zarevutius (* um 1605 in Brezovica; † 20. Februar 1667 in Bardejov) war ein slowakischer Organist und Komponist.
Zarevutius wirkte seit 1625 etwa 40 Jahre lang als Organist in Bardejov. Von seinen Kompositionen haben sich drei Magnificat für zwei Chöre aus dem Jahre 1662 erhalten.

## Quelle
- Alfred Baumgärtner: Propyläen Welt der Musik. Die Komponisten, Band 5, 1989, ISBN 3549078358, S. 578